# Net-m Privatbank 1891
Die Net-m Privatbank 1891 AG (Eigenschreibweise net-m privatbank 1891 AG) war ein deutsches Kreditinstitut. Nach einem Squeeze-out im Jahr 2012 war es bis Mai 2016 eine einhundertprozentige Tochtergesellschaft der Net Mobile AG, die seit dem 27. Dezember 2016 als Docomo Digital Germany firmiert. Net-m verfügte über eine Vollbanklizenz und hatte seinen Geschäftssitz in München. Der juristische Sitz des Unternehmens befand sich am Sitz der Muttergesellschaft in Düsseldorf. Bis Mitte 2012 firmierte das Unternehmen als Bankverein Werther Aktiengesellschaft und hatte seinen Sitz in Werther (Westf.).

## Geschichte

Logo als Bankverein Werther AG bis November 2011

Die Net-m Privatbank 1891 AG wurde 1877 als Vorschussverein zu Werther in der Rechtsform der Genossenschaft im westfälischen Werther (bei Bielefeld) gegründet. Im Jahr 1891 erfolgte die Umwandlung in eine Aktiengesellschaft und Umfirmierung in Bankverein Werther Aktiengesellschaft. Die Bank war damit die älteste Aktiengesellschaft in der Region Ostwestfalen-Lippe. Die Aktien der Gesellschaft befanden sich bis zum Jahr 2011 in Streubesitz und wurden an der Frankfurter Börse im Freiverkehr gehandelt. Mit einer Bilanzsumme von ca. 72,3 Mio. € (per 31. Dezember 2010) gehörte die Bankverein Werther AG zu den kleinsten Privatbanken in Deutschland.
Während bis zum Jahr 2005 neben der Hauptstelle in Werther lediglich ein Büro in Düsseldorf existierte und man vornehmlich den regionalen Markt bediente, wurden im Rahmen einer Expansionsinitiative in den Jahren 2007 bis 2009 bundesweit noch weitere Repräsentanzen (u. a. in Bielefeld, Berlin, Hennigsdorf und Rostock) eröffnet und die Tätigkeit um weitere Geschäftsfelder ergänzt. So wurden unter der Marke Firstmobilebank ein Direktbank-Angebot vermarktet und Prepaid-Kreditkarten vertrieben. Bis auf den Standort Bielefeld wurden jedoch sowohl alle Repräsentanzen nach kurzer Dauer wieder geschlossen, als auch das Direktbank-Angebot Firstmobilebank wieder eingestellt. In Zusammenhang mit Aktivitäten einer Gewinnspiel-Mafia geriet der Bankverein in den Fokus von Ermittlungen der Staatsanwaltschaft mit zwei Durchsuchungen der Bank. Wegen Millionenbetrugs, der von November 2008 und Januar 2010 vor allem über den Bankverein Werther abgewickelt worden war, wurden im September 2012 drei Angeklagte zu mehrjährigen Freiheitsstrafen verurteilt.
Im Laufe des Jahres 2011 übernahm die Net Mobile AG etwa 93 % der Aktien der Bankverein Werther AG mit dem Ziel, das Geschäftsfeld Mobile-Payment weiter auszubauen. Im September 2011 wurde schließlich der Verkauf des Stammhausgeschäfts (Geschäft mit Privat- und Geschäftskunden in Werther und Bielefeld) inkl. der Marke Bankverein Werther an die Volksbank Paderborn-Höxter-Detmold eG (inzwischen VerbundVolksbank OWL eG) zum 1. Dezember 2011 vermeldet.
Bis zum 30. November 2011 war die Bank Mitglied im Geldautomaten-Verbund Cashpool. Die freiwillige Mitgliedschaft im Einlagensicherungsfonds des Bundesverbands deutscher Banken wurde zum 31. März 2012 beendet.

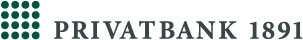
Logo der Marke Privatbank 1891 von Dezember 2011 bis August 2012

Nach dem Verkauf der Marke Bankverein Werther erfolgte der neue Markteintritt der Bank im Dezember 2011 unter der Marke Privatbank 1891, während die offizielle Firmierung jedoch zunächst weiterhin Bankverein Werther AG lautete. Auf der Hauptversammlung am 11. Juli 2012 wurde dann die Umfirmierung in net‑m privatbank 1891 AG sowie die Verlegung des Sitzes nach Düsseldorf beschlossen. Mit der Eintragung in das Handelsregister wurde die Umfirmierung und Sitzverlegung schließlich im August 2012 vollzogen. Ende 2012 erfolgte der Squeeze-out; die Net Mobile AG hält somit 100 % des Kapitals und die Aktien der Bank werden nicht mehr an der Börse gehandelt.

Ehemaliges Logo

Im Mai 2016 wurde bekannt, dass das Unternehmen von der Net Mobile AG an die BASE OIL SUPPLY LTD., eine Gesellschaft der indischen Hinduja-Gruppe, verkauft werden sollte. Der Verkauf konnte allerdings laut dem Jahresabschlussbericht 2017 aufgrund eines Eigentümerkontrollverfahrens der BaFin nicht abgeschlossen werden.
Im Dezember 2018 wurde bekannt, dass die Net-m-Privatbank an Arkea Banking Services, eine Tochtergesellschaft der französischen Arkea Group verkauft werden sollte. Mit dem Verkauf sollten die Marktfolgefunktionen von Bielefeld nach München verlagert werden, wo bereits das Kreditkartengeschäft angesiedelt ist. Mit Übernahme der Bank durch Credit Mutuel Arkea sollte die Bank ihren Geschäftssitz von Düsseldorf nach München verlagern, wobei Bielefeld als Niederlassung geführt werden sollte. 2019 ist aus dem Jahresabschluss der Bank bekannt geworden, dass Arkea Banking Services vom Verkaufsvertrag zurückgetreten ist und der geplante Verkauf nicht stattfindet. Die Alleinaktionärin der Bank entschied daraufhin die Bank geordnet abzuwickeln und die Banklizenz bis zum 30. Juni 2021 zurückzugeben.
Die net-m privatbank 1891 AG (PrivatBank 1891) hatte mit Wirkung zum 25. März 2022 ihren Bankbetrieb eingestellt und der Bundesanstalt für Finanzdienstleistungsaufsicht (BaFin) den Verzicht auf die Erlaubnis zum Betrieb von Bankgeschäften erklärt.

## Geschäftsbereiche
Während das Unternehmen bis November 2011 unter dem früheren Namen Bankverein Werther AG als Universalbank sämtliche Bankgeschäfte mit Privat-, Geschäfts- und Firmenkunden – vornehmlich aus der Region Ostwestfalen-Lippe – betrieb, wurde mit der Neuausrichtung im Dezember 2011 das Universalbankgeschäft eingestellt (Verkauf an die Volksbank Paderborn-Höxter-Detmold eG) und der Tätigkeitsschwerpunkt seitdem auf Dienstleistungen aus dem Bereich Mobile-Payment gelegt.
So gliederte sich die Geschäftstätigkeit der Net-m Privatbank 1891 AG nach der Neuausrichtung zunächst in die Bereiche Cards & Payments (Kreditkartengeschäft und Zahlungsabwicklungen) und Strategic Partnerships (Strategische Partnerschaften). Anfang 2012 wurde dann die Untergliederung der Geschäftstätigkeit verfeinert und in zunächst acht Geschäftsfelder unterteilt. Mit Verkauf des Geschäftsbereichs ATM (Geldautomaten) und Einstieg in das Einlagengeschäft mit Privatkunden (Tagesgeldkonten) im November 2012 gliederte sich die Geschäftstätigkeit der Net-m Privatbank 1891 AG in die Bereiche:
- Factoring / Invoice & Instalment Payments (Abrechnungs- und Ratenkaufgeschäft)
- Direct Debit & Direct Credit (Überweisungs- und Lastschriftgeschäft)
- Card Acquiring (Kreditkartenabrechnung) / Card Issuing (Kartenausstellung)
- Standard Banking (Einlagen- und Kreditgeschäft mit Privat- und Geschäftskunden)
- Strategic Partnership (Beratungsleistungen für andere Unternehmen)

Im Februar 2013 ging die Net-m Privatbank 1891 AG eine Kooperation mit Vexcash ein und sicherte sich somit den Einstieg in die Fintech-Branche.

## Standorte
Der Sitz des Unternehmens befand sich in Düsseldorf bei der Muttergesellschaft Net Mobile AG, wo jedoch kein Standort unterhalten wurde. Die Verwaltung verteilte sich auf München und Bielefeld, nahe dem Gründungsort Werther (Westf.). In München, Potsdamer Straße 12, befand sich ein Vorstandsmitglied und ein kleiner Teil der Mitarbeiter. Ebenfalls ein Vorstandsmitglied sowie die Mehrzahl der Mitarbeiter waren in Bielefeld, Ritterstraße 19, beschäftigt.

## Technik
Die Net-m Privatbank 1891 AG war dem genossenschaftlichen Rechenzentrum der Atruvia AG angeschlossen und nutzte als Kernbankensystem deren Software agree21.